# 石井菜穂子
石井 菜穂子（いしい なおこ、1959年 - ）は、日本の財務官僚。財務省副財務官等を経て、2019年に退官し、地球環境ファシリティ事務局長に就任。

## 経歴
東京都出身。松濤幼稚園、学習院初等科、学習院女子中・高等科を経て、1981年東京大学経済学部卒業、大蔵省入省。理財局国債課に配属。ハーバード大学国際問題研究所研究員、国際金融局調査課係長、国税庁国際業務室課長補佐、弘前税務署長、主税局総務課長補佐（広報）兼主税局調査課長補佐（内国調査）、IMF政策審査局エコノミスト、国際局、ハーバード大学国際開発研究所研究員、世界銀行東アジア局（ベトナム担当）、金融庁証券取引等監視委員会特別調査課長、財務省国際局開発機関課長、世界銀行スリランカ担当局長、2006年「長期経済成長を支える制度に関する研究」で東大博士 (国際協力学)。2010年 副財務官。2010年 地球環境ファシリティ（GEF）の統括管理責任者（CEO）兼任議長。
2019年3月31日財務省大臣官房付、退官。2019年4月1日地球環境ファシリティ事務局長。
2020年8月、東京大学理事、未来ビジョン研究センター教授、グローバル・コモンズ・センター ダイレクター。
1990年『政策協調の経済学』でサントリー学芸賞受賞。

## 著書
- 『政策協調の経済学』日本経済新聞社、1990
- 『長期経済発展の実証分析 成長メカニズムを機能させる制度は何か』日本経済新聞社 2003

共著
- 『日米経済論争 「言いわけ」の時代は終わった』竹中平蔵共著 ティビーエス・ブリタニカ 1988

翻訳
- P.R.クルグマン, M.オブズフェルド共著『国際経済 理論と政策』全2巻 竹中平蔵,松井均,浦田秀次郎,千田亮吉共訳 新世社 1990
- ジェフリー・サックス,フィリップ・ラレーン『マクロエコノミクス』伊藤隆敏共訳 日本評論社 1996

## 論文
- 石井菜穂子